# J. K. Rowling : La Magie des mots
Pour plus de détails, voir Fiche technique et Distribution.
J. K. Rowling : La Magie des mots (Magic Beyond Words: The J. K. Rowling Story) est un téléfilm américain réalisé par Paul A. Kaufman en 2011.
Il s'agit d'un film biographique centré sur le début de carrière difficile de la romancière britannique Joanne Rowling (J. K. Rowling). Le téléfilm raconte notamment la genèse du roman Harry Potter à l'école des sorciers rédigé entre 1990 et 1995, d'abord rejeté par plusieurs maisons d'édition avant de devenir un succès phénoménal chez Bloomsbury Publishing en 1997. 
L'actrice Poppy Montgomery, connue grâce à la série FBI : Portés disparus, incarne la romancière.

## Synopsis
La vie de J. K. Rowling, née en 1965 à Yate, près de Bristol, en Angleterre. Son enfance est marqué par son amour pour les livres et son imagination débordante. Adulte, elle est confrontée à des difficultés économiques, un mariage malheureux, le chômage en tant que mère célibataire, et le décès de sa propre mère. Pendant cette période de grande adversité, elle trouve refuge dans l’écriture de ce qui deviendra la saga Harry Potter. Après des mois de travail acharné et plusieurs refus de la part des maisons d’édition, son manuscrit Harry Potter à l'école des sorciers (Harry Potter et la pierre philosophale) finit par être accepté par Bloomsbury Publishing, marquant le début d’une transformation fulgurante.
Le téléfilm montre l'impact que la saga Harry Potter a eu sur la vie de J.K. Rowling, qui passe de mère célibataire au chômage à milliardaire connue dans le monde entier.

## Fiche technique
- Titre : J.K. Rowling : La Magie des mots
- Titre original : Magic Beyond Words: The J.K. Rowling Story
- Réalisation : Paul A. Kaufman
- Scénario : Tony Caballero et Jeffrey Berman, basé sur un livre de Sean Smith[2]
- Photographie : Mathias Herndl
- Musique : Jeff Toyne (en)
- Pays : États-Unis
- Durée : 95 minutes

## Distribution
- Poppy Montgomery (VF : Rafaèle Moutier) : Joanne Rowling
- Emily Holmes (VF : Laurence Bréheret) : Diane Rowling
- Antonio Cupo (en) (VF : Damien Ferrette) : Jorge Arantes
- Janet Kidder (VF : Nathalie Duverne) : Anne Rowling
- Lisa Norton (VF : Alice Taurand) : Jill
- Madison Desjarlais (VF : Maryne Berthieaux) : Joanne Rowling à 17 ans
- Paul McGillion (VF : Éric Aubrahn) : Pete Rowling
- Aislyn Watson (VF : Maryne Bertieaux) : Joanne Rowling à 8 ans
- Andy Maton (VF : Hervé Caradec) : Christopher Little

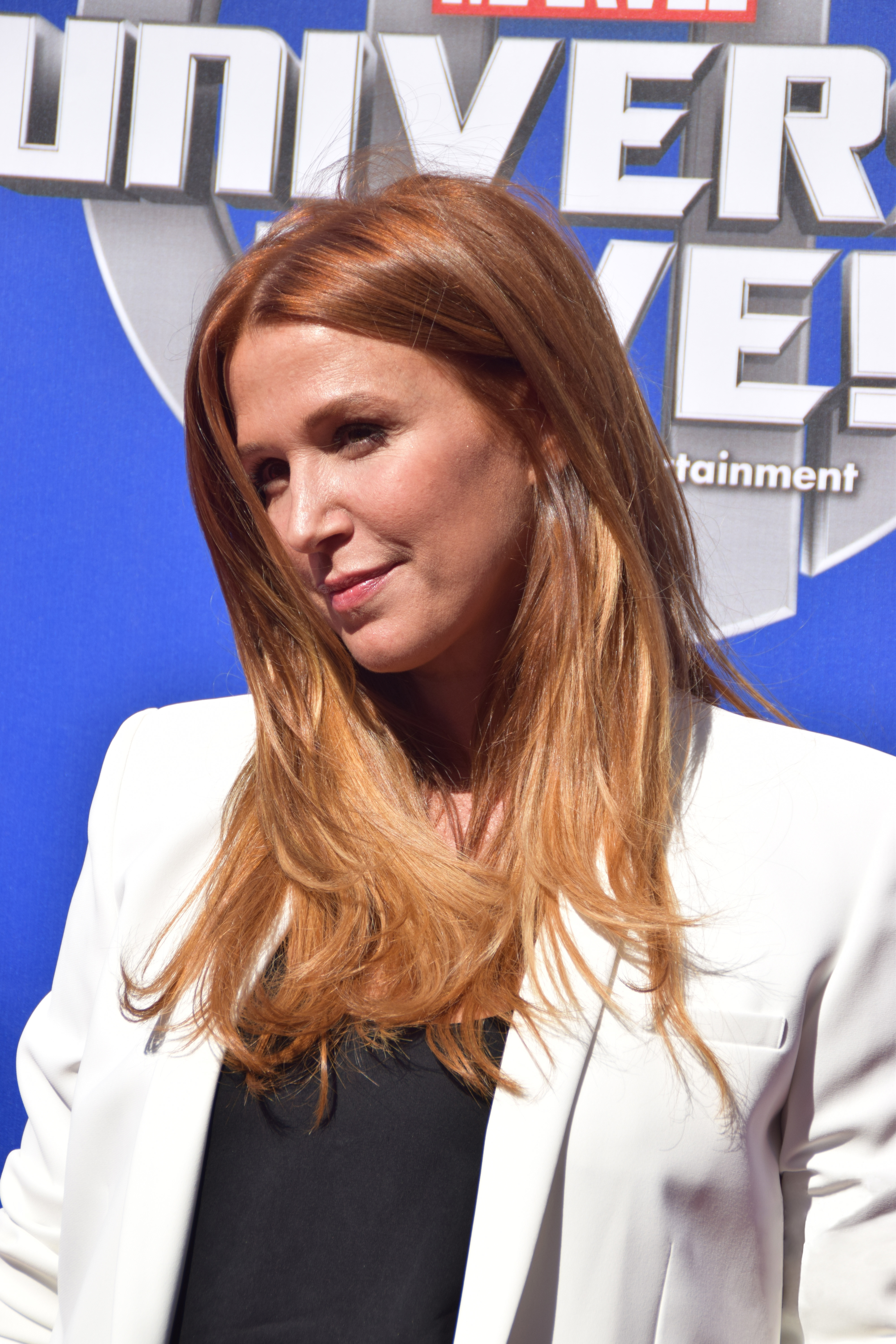
Poppy Montgomery interprète J. K. Rowling.

- Andrew Kavadas : le professeur John Nettleship
- Christine Chatelain : Bryony
- Wesley MacInnes : Sean Harris
- Glynis Davies : Assistante sociale

 Source et légende : version française (VF) sur RS Doublage

## Accueil
Le téléfilm a été vu par 1,017 million de téléspectateurs lors de sa première diffusion. En France, il obtient une note moyenne de 3,9/5 sur Allociné. 
J. K. Rowling a précisé en février 2015 qu'elle ne souhaitait pas visionner le film.